# The Corpse Vanishes
The Corpse Vanishes is een Amerikaanse film uit 1942. De hoofdrol werd gespeeld door Béla Lugosi, die vooral bekend is van horrorfilms. De regie was in handen van Wallace Fox.
De film bevindt zich tegenwoordig in het publiek domein.

## Verhaal
Een gestoorde geleerde probeert koste wat het kost zijn ouder wordende vrouw in leven te houden. Hij ontdekt dat hij dit kan via de lichaamsvloeistoffen van jonge bruiden.
Om aan de lichaamsvloeistoffen te komen gebruikt hij een vergiftigd boeket bloemen. Het gif brengt de bruiden in een schijndode toestand, waarna hij ze meeneemt naar zijn “mortuarium” en hun bloed aftapt voor zijn onderzoek.

## Rolverdeling
| Acteur            | Personage                 |
| ----------------- | ------------------------- |
| Béla Lugosi       | Dr. Lorenz                |
| Luana Walters     | Patricia Hunter, Reporter |
| Tristram Coffin   | Dr. Foster                |
| Elizabeth Russell | Countess Lorenz           |
| Minerva Urecal    | Fagah                     |
| Angelo Rossitto   | Toby (as Angelo)          |
| Joan Barclay      | Alice Wentworth           |
| Kenneth Harlan    | Keenan                    |
| Gwen Kenyon       | Peggy Woods               |

## Achtergrond
De film werd bespot in een van de eerste afleveringen van de televisieserie Mystery Science Theater 3000.